# چلیح آغاجی (ورزشی آذری)
چلیح آغاچی ورزشی و بازی محلی آذربایجان است  که مانند خیلی دیگر از فرهنگ و هنرهای آذربایجان ناشناخته مانده است. این ورزش با اصالت و پرتحرک و در عین حال هوشی تا جایی از یاد رفته که به غیر از برخی روستاها در دیگر جاها دیده نمیشود و حتی خیلی از آذربایجانی ها هم آن را نمیشناسند.

## وسایل مورد نیاز
دو عدد چوب معمولی  یکی به اندازه تقریبا ۲۰ سانتی و دیگری به اندازه ۵۰،۶۰ سانتی متر
نحوه بازی با توجه به جاهای مختلف کمی تفاوت دارد.

### یکی از نحوه های بازی
دو عدد سنگ یا آجر را کنار هم به فاصله کمی کمتر از چوب کوچک  به طوری که چوب بر روی آن قرار بگیرد و زیرش خالی باشد. یک نفر به صورت عمود نسبت به چوب کوچک و سنگ ها، با در دست داشتن چوب بزرگ قرار میگیرد تا با چوب دستی که در دست دارد بتواند چوب کوچک را از روی سنگ ها به بالا پرتاب کند و در هوا بر آن ضربه وارد کند تا مسافتی را بپیماید. اگر در سه بار نتوانست چوب را از منطقه ۱/۵ متری سمت بازی، آن طرف تر بیندازد آن نفر می بازد و باید نفرات بعدی آن تیم یکی به یکی بازی را ادامه دهند اما کاری که تیم مقابل باید انجام دهند: تیم مقابل سر تاسر زمین را پوشش میدهند تا اگر چوب کوچک به سمتشان آمد آن را بگیرند یا با پا تا زمان ایستان کامل چوب آن را به جایی که ازش آمده نزدیک کنند در صورت گرفتن چوب فرد زننده میبازد در صورتی که نتوانند بگیرند فرد زننده به جایی که چوب افتاده میاید و با چوب دستی به کناره های چوب کوچک میزند تا از زمین بلند شود و اگر توانست آن را بلند  کند باید هر چه قدر که میتواند از محل شروع بازی دور کند تا امتیازاتش زیادتر شود واگر دو بار در هوا چوب کوچک را بزند امتیازاتش چند برابر میشود
نحوه محاسبه با چوب های بازی است. یعنی اگر شرط مشخص شده با قرمز را انجام دهد از محل افتادن چوب تا مبدا با چوب کوچک میشمارند و تعداد را به دو ضرب میکنند ولی اگر نتواند آن شرط را عملی کند با چوب بزرگ میشمارند  و امتیاز را مشخص میکنند. و حتی میتوانند با توجه به مساحت  توافقی امتیاز دهند.